# Denisiphantes denisi
Denisiphantes denisi es una especie de araña araneomorfa de la familia Linyphiidae. Es el único miembro del género monotípico Denisiphantes.

## Distribución
Se encuentra en China.